# 9389 Condillac
9389 Condillac este un asteroid din centura principală, descoperit pe 9 martie 1994, de Eric Elst.